# Agente caotrópico
Um agente caotrópico é uma molécula que, em solução aquosa, é capaz de romper a trama de ligações de hidrogênio entre moléculas de água. Isso afeta a estabilidade da conformação nativa de outras moléculas na solução, principalmente macromoléculas (proteínas, ácidos nucleicos), enfraquecendo o efeito hidrofóbico. Por exemplo, um agente caotrópico reduz a ordem na estrutura formada pela proteína e moléculas de água tanto no corpo quanto nas conchas de hidratação em volta de aminoácidos hidrofóbicos e pode causar denaturação (bioquímica).
De forma recíproca, um agente anticaotrópico é uma molécula que, em solução aquosa, aumenta o efeito hidrofóbico dentro da mesma. Sais anticaotrópicos como sulfato de amônia podem ser usados para precipitar substâncias de uma mistura impura. Isso é utilizado no processo de purificação proteica para remover impurezas.

## Visão geral
Um agente caotrópico é uma substância que interfere com a estrutura e denatura macromoléculas como proteínas e ácidos nucleicos (DNA e RNA). Os solutos caotrópicos aumentam a entropia do sistema interferindo com interações intramoleculares mediadas por forças não covalentes, tais como ligações de hidrogênio, forças de van der Waals  e o efeito hidrofóbico. A estrutura macromolecular depende da soma dessas forças (veja enovelamento proteico). Sendo assim, o aumento de solutos caotrópicos em um sistema biológico leva a denaturação de macromoléculas, redução de atividade enzimática e indução de stress celular. A estrutura terciária das proteínas é dependente de interações hidrofóbicas nos aminoácidos que a compõe. Os solutos caotrópicos diminuem o efeito hidrofóbico "líquido" das regiões hidrofóbicas, devido ao desordenamento das moléculas de água em volta da proteína. Isso torna a região hidrofóbica solúvel, o que leva à denaturação proteica. Isso é também diretamente aplicável à região hidrofóbica em bicapas lipídicas; se a concentração de soluto caotrópico atinge uma concentração crítica (na região hidrofóbica), integridade de membrana fica comprometida, levando à lise da célula.
Sais caotrópicos que dissociam-se em solução exercem seus efeitos caotrópicos por diferentes mecanismos.  Enquanto compostos como etanol interferem com as interações moleculares não-covalentes  como descrito acima,sais podem adquirir propriedades caotrópicas através da blindagem de cargas, impedindo a estabilização de pontes salinas. A ligação de hidrogênio é mais forte em meios não-polares, e o aumento da polaridade química do solvente por sais pode também desestabilizar ligações de hidrogênio. Isso ocorre porque não há moléculas de água em quantidade suficiente para solvatar  os íons. Isso pode resultar em interações do tipo íon-dipolo entre os sais e as espécies que fazem ligação de hidrogênio que são mais favoráveis que ligações de hidrogênio normais.

## Exemplos de agentes caotrópicos
O grupo dos agentes caotrópicos incluem:
- Butanol
- Etanol
- Cloreto de guanidínio
- Perclorato de lítio
- Acetato de lítio
- Cloreto de magnésio
- Fenol
- Propanol
- Dodecil sulfato de sódio (SDS)
- Tioureia
- Ureia